# Rhacochelifer massylicus
Rhacochelifer massylicus es una especie de arácnido del orden Pseudoscorpionida de la familia Cheliferidae.

## Distribución geográfica
Se encuentra en Argelia.